# یونیون‌بانکال
یونیون‌بانکال (انگلیسی: UnionBanCal) شرکت خدمات مالی آمریکایی ژاپنی است، که در سال ۱۸۶۴ تأسیس شد.